# ギニアビサウ

ギニアビサウ共和国
República da Guiné-Bissau

国の標語：Unidade, Luta, Progresso
（ポルトガル語: 統一、闘争、進歩）
国歌：Esta É a Nossa Pátria Bem Amada（ポルトガル語）
わが愛しき祖国

ギニアビサウ共和国（ギニアビサウきょうわこく）、通称ギニアビサウは、西アフリカにある共和制国家。北はセネガル、南と南東はギニアと国境を接し、西は大西洋に面する。首都はビサウである。

## 概要
ギニアビサウはアフリカ大陸西端部に位置する。かつてはカアブ帝国の一部であり、マリ帝国の一部を構成する地域でもあった 。これらの帝国の一部は18世紀まで存続していたが、16世紀以降からその幾つかの地域はポルトガル帝国の支配下に置かれることになった。
1446年にポルトガル人が上陸し、南北アメリカ大陸への奴隷貿易の中継地となった。1879年にポルトガル領ギニアが単独でポルトガルの植民地となった。1963年から独立戦争を戦い、ギニア・カーボベルデ独立アフリカ党が国土の3/4を解放して1973年9月24日に独立を宣言し、アフリカで独立勢力が宗主国に一定の勝利を収めた唯一の国家となった。独立は1974年9月10日に承認された。
独立後、1990年代以降は内戦が勃発し、軍の反乱やクーデターが頻発するなど不安定な政治が続き、経済的にも依然として世界最貧国の一つとなっている。
独立後の現在も公用語はポルトガル語であり、ポルトガル語諸国共同体、ポルトガル語公用語アフリカ諸国に加盟している。アフリカ大陸では比較的面積の小さい国の一つである。
ギニアビサウは、国連、アフリカ連合、西アフリカ諸国経済共同体、イスラム協力機構、フランコフォニー国際機関および南大西洋平和協力地帯の加盟国である。また同国は、近年まで存在していたラテン連合の加盟国の一つでもあった。

## 国名
正式名称はポルトガル語で República da Guiné-Bissau [rɨˈpublikɐ dɐ ɡiˈnɛ biˈsaw]。 通称 Guiné-Bissau（ギネ＝ビサウ）。
公式の英語表記は Republic of Guinea-Bissau [ˌɡɪni bɪˈsaʊ]。
日本語の表記は、ギニアビサウ共和国。通称ギニアビサウ。「ギニアビサオ」と表記されることもある。
「ギニア」の名称の意味については諸説があるが、ベルベル語で「黒人たちの土地」の意味に由来するともいわれている。ギニアを国名とする国家としてはこの国の他にギニア共和国や赤道ギニア共和国があるため、それらと区別する必要から、首都の名を冠した「ギニア=ビサウ」を正式名称とした。独立当初の国名はギニアビサウ国だったが、1977年にギニアビサウ共和国へ改称した。

## 歴史

### ポルトガル植民地時代
1446年にポルトガルがこの地域一帯の領有を宣言した。1482年、勅許会社のギニア会社を設立。ポルトガルはギニアビサウのカシェウを拠点に、後にアフリカ全土でそうしたようにこの地でも奴隷貿易を開始し、この地からも多くの黒人奴隷が南北アメリカ大陸やヨーロッパに送られた。1630年にはポルトガルが総督府を設置。1671年、独占貿易会社カシェウ会社を設立。1687年に奴隷貿易の拠点として後に首都となるビサウが建設された。
19世紀後半まで行政上ポルトガル領ギニアは大西洋上のカーボベルデ植民地の一部であったが、1879年にギニアは単独の植民地となった。20世紀に入るとポルトガルは沿岸のイスラム教徒の民族の力を借り、内陸部のアニミストの排疎運動を始めた。しかし、内陸部及び離島地域の植民地支配は混迷し、ビジャゴ諸島が完全に政府支配下になるのは1936年以降であった。第二次世界大戦中の1942年に、ビサウが正式にポルトガル領ギニアの首都と定められた。
1951年に、アフリカにおける植民地帝国の維持を望んだアントニオ・サラザール政権のポルトガルの植民地法の改正により、ポルトガルの全海外植民地は法的に植民地からポルトガルの海外州となったが、その後も各植民地の統治の実態に大きな変化はなかった。アミルカル・カブラルによればポルトガル領だった植民地時代のギニア、アンゴラ、モザンビーク、各植民地の非識字率は99%に達していた。
1956年にはアミルカル・カブラルがクレオールのギニア・カーボベルデ独立アフリカ党 (PAIGC) を設立し、以降PAIGCによる独立・民族解放運動が始まった。当初カブラルは穏健な独立運動を構想していたが、1959年8月3日にビサウでストライキを起こした港湾労働者がポルトガル軍によって多数殺害されたピジギチ虐殺以降は方針を変え、農村を根拠地にした武装ゲリラ闘争による独立を目指した。

### ギニアビサウ独立戦争
1963年にはPAIGCがティテのポルトガル軍基地を襲撃し、ギニアビサウ独立戦争が勃発した。ソビエト連邦やキューバ、ギニアなどの支援を受けたPAIGCと、アメリカ合衆国の支援を受けたポルトガルのエスタード・ノーヴォ政権の間で植民地戦争が続いた。
1973年1月20日にPAIGCの指導者であるアミルカル・カブラルはギニアの首都・コナクリにてポルトガル秘密警察PIDEによって暗殺されたが、アミルカルの弟のルイス・カブラルが主導権を握って独立闘争は激化し、同年10月24日に領土の3/4以上を解放したPAIGCは東部の町マディナ・ド・ボエにおいてギニアビサウ国（1977年よりギニアビサウ共和国）の独立を宣言した。独立は東側諸国や非同盟国家を中心に承認された。
初代大統領には暗殺されたアミルカルの弟のルイス・カブラルが就任した。一方、ポルトガル本土でもギニアビサウでPAIGCと対峙したアントニオ・デ・スピノラ将軍やオテロ・デ・カルヴァーリョ大尉をはじめとする軍人が中心となって設立されたポルトガル軍内の国軍運動(MFA)により、1974年4月25日にリスボンでカーネーション革命が勃発し、エスタード・ノーヴォ体制は崩壊して左派政権が誕生した。以降、新たに成立したポルトガルの革命政権と各植民地の独立勢力との間で独立交渉が開始され、ポルトガル領ギニアでは既存のPAIGCの支配をポルトガルが承認する形で交渉が進み、同年9月10日にポルトガル政府により正式に独立が承認された。

### 独立後
独立後、当初PAIGCはカーボベルデとの統一国家建設を目指していたが、初代大統領のルイス・カブラルがカーボベルデ系であったことに象徴されるようにギニアビサウではカーボベルデ系が高い地位に就いていたため、ギニアビサウ国内にてカーボベルデ系への反感が高まり、1980年にジョアン・ヴィエイラ首相がルイス・カブラル大統領を軍事クーデターで失脚させたため、以降両国で統一が達成されることはなくなった。
ヴィエイラのクーデター後、革命評議会が全権を掌握しヴィエイラは革命評議会議長（国家元首に相当）に就任した。1984年には憲法改正によって革命評議会に代わり国家評議会が設置され、同じくヴィエイラが議長に就任した。建国当初の親東側路線はヴィエイラ政権により親米路線に変更されたが、国内の治安は悪く、軍に対する統制も不十分なものに留まり、クーデター計画が頻発した。
1990年代において、ギニアビサウは複数政党民主主義へと移行していった。政党の結成が1991年に解禁され、1994年に大統領選挙が行われた。7月3日に実施された第1回の投票で、ヴィエイラは他の7人の候補を下して46.20％を得票したが、過半数に満たなかったため8月7日に第2回投票が実施された。ヴィエイラは52.02％を得票して、47.98％を得票した対立候補である元哲学の講師で社会革新党（Partido para a Renovaçao Social）の代表であるクンバ・ヤラ候補を下した。国際選挙監視団は、両方の投票とも公正なものと評価し、ヴィエイラは1994年9月29日にギニアビサウで初めての民主的選挙によって選ばれた大統領となった。

### ギニアビサウ内戦

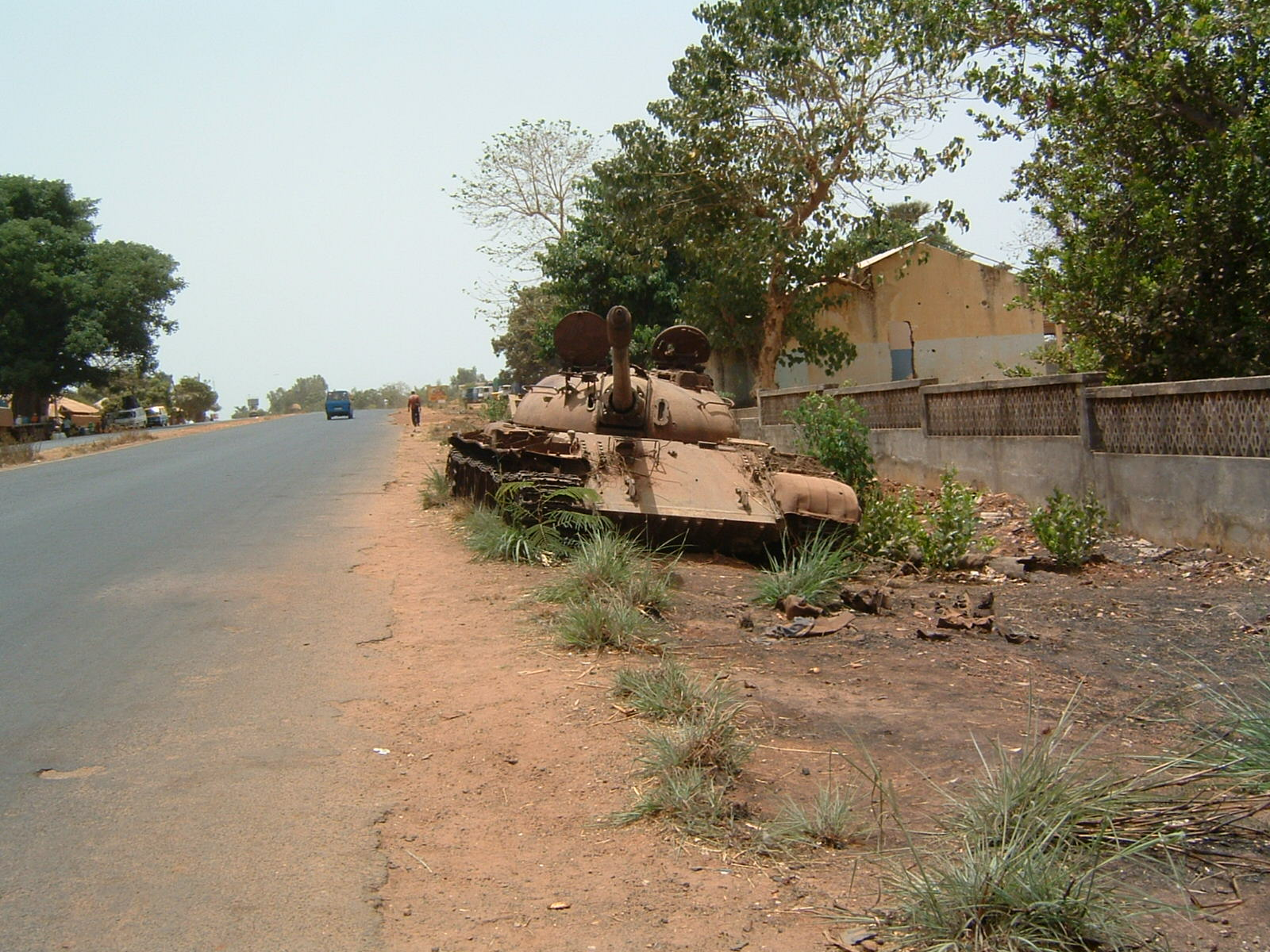
内戦により破壊された戦車

1998年のクーデター未遂事件の後、ギニアビサウはヴィエイラ派の軍と反政府のリーダーであるアンスマネ・マネ派の軍との間で激しいギニアビサウ内戦が勃発した。内戦によって避難民30万人がビサウに流入するなど社会、経済は混乱し、1999年5月7日に反政府軍がヴィエイラ政権を退陣させた。ヴィエイラはポルトガル大使館へ避難し、7月にポルトガルへと亡命した。
ヴィエイラの亡命後、1999年11月28日の大統領選挙によって2000年には社会革新党(PRS)のクンバ・ヤラが大統領に就任した。しかし、実態はアンスマネ・マネが実権を握る軍事政権であった。まもなくヤラ大統領とマネは対立し、2001年11月30日にマネが暗殺される形でこの対立は決着したが、経済の低迷や政情不安は続き、2003年9月14日にヴェリッシモ・コレイア・セアブラ将軍の無血クーデターでヤラ大統領が辞任・逮捕された。後任としてエンリケ・ロザが臨時大統領に就任し、2004年にはセアブラ将軍が死亡したものの、議会選挙によりPAIGCが勝利。カルロス・ゴメス・ジュニオル首相による連立政権が樹立された。
2005年の大統領選挙では亡命先のポルトガルから帰国した無所属のヴィエイラが勝利し、大統領に就任した。ヴィエイラの就任後、カルロス・ゴメス・ジュニオル首相が更迭され、アリスティデス・ゴメスが首相となった。2008年11月の議会選挙では多数派与党が勝利したが、選挙から一週間後には軍の不満分子による大統領官邸襲撃事件が発生した。この事件では反乱軍は撃退され、クーデターは未遂に終わったが、この事件によって大統領警護隊が組織された。
2009年1月に、ナワイ参謀長が大統領警護隊の解散を命じた矢先に、ナワイ参謀長の暗殺未遂事件が起きた。3月1日には首都ビサウの軍司令部が爆撃を受け、大統領と対立していたナワイ参謀長が爆殺される（2人続けての参謀長暗殺）。翌3月2日、反乱軍兵士が大統領自宅を襲撃し、ヴィエイラ大統領を暗殺した。政府軍は、国営ラジオで反乱軍が「孤立した勢力」であり、鎮圧寸前であると発表し、また軍が憲法を守ることも保障した。ゴメス首相とルイス・サンカ国家安全保障顧問は、大統領が死亡したことを確認したが、詳細は発表しなかった。首都には軍部隊が配置され、民間ラジオ局を閉鎖した。大きな混乱はなかったとされたが、一方でBBCが軍本部の建物が爆発で一部破壊されたと報じた。大統領代行には議会のライムンド・ペレイラ議長が就任している。2009年の大統領選では、マラム・バカイ・サニャ元国民議会議長が大統領に選出された。
2010年4月1日にはゴメス首相が一時兵士らに拘束される事態となったが、首相は数時間後に解放された。2012年にはサニャ大統領が在職中に死去し、後任大統領の選挙中の2012年4月12日、クーデター(en:2012 Guinea-Bissau coup d'état)が起きてライムンド・ペレイラ暫定大統領とカルロス・ゴメス・ジュニオル候補が拘束された。5月にはマヌエル・セリフォ・ナマジョが暫定大統領に就任し、2014年には延期されていた大統領選挙が実施されてジョゼ・マリオ・ヴァスが大統領に選出された。2019年12月には大統領選挙が行われ、決選投票で野党・マデムG15候補のウマロ・シソコ・エムバロが与党・PAIGC候補のドミンゴス・シモンエス・ペレイラを破って当選したが、与党側はこれを不服とし最高裁に提訴を行った。しかし2020年2月27日にエムバロは就任式を行い、大統領に就任した。

## 政治
ギニアビサウは共和制をとる立憲国家である。現行のギニアビサウ憲法は1984年5月16日制定され、その後数回の改正を経たもの。

### 行政
国家元首である大統領は国民の直接選挙により選出され、任期は5年。再選制限は無い。行政府の長たる首相は、大統領が国家人民会議の多数派の指導者より任命する。

### 立法
議会は一院制の国家人民議会。定数100議席。議員は国民の直接選挙で選出され、任期は4年である。
2023年12月1日に首都で発生した銃撃戦をウマロ・シソコ・エンバロ大統領はクーデターと断定し、ジェラルド・マルティンス内閣の取り組みが不十分として12月4日に議会を解散。一旦は2024年11月24日の選挙実施が決まったが、その後に決定が取り消され、2024年11月現在は選挙の実施予定日が定められておらず無期限延期状態にある。

### 政党
主要政党にはかつて一党支配を敷き、民主化後も1999年選挙を除いて議会第1党となっているギニア・カーボベルデ独立アフリカ党 (PAIGC) のほか、2000年から2003年のヤラ政権において与党だった社会革新党 (PRS)がある。2019年の議会選挙においては新党・マデムG15が躍進してPRSに代わって第2党となり、2020年の大統領選挙においては同党のウマロ・シソコ・エムバロ候補が勝利して大統領に就任した。

### 司法
最高司法機関は最高裁判所である。

## 国際関係
ポルトガル語圏、いわゆるルゾフォニアに属しており、ポルトガル語諸国共同体、ポルトガル語公用語アフリカ諸国に加盟している。
沖合に浮かぶカーボベルデとは元は同じ植民地であったことから関係が深く、独立戦争を戦った組織の「ギニア・カーボベルデ独立アフリカ党」（PAIGC）という党名にも反映されているように、独立闘争は両植民地を対象としたものだった。1974年に両国はそれぞれ単独で独立したものの、両国の支配政党はどちらもPAIGCであり、統一国家の建設を目指していた。しかし1980年にギニアビサウでビサウ出身のヴィエイラによるクーデターが起きてカーボベルデ出身のルイス・カブラル大統領が失脚すると両国関係は断絶し、1981年にはカーボベルデ側のPAIGCは党名をカーボベルデ独立アフリカ党（PAICV）に改名して統一を断念した。これに対しギニアビサウ側は党名の維持とカーボベルデ側の除名をもって応じ、1982年には両国関係が修復されたものの、統一の動きは下火となった。

### 日本との関係
日本とは1974年8月1日に外交関係を樹立している。ギニアビサウに日本の在外公館は設置されておらず、在ギニアビサウ大使館は在セネガル大使館によって兼轄されている。
- 在留日本人数 - 0人（2022年2月現在）[30]
- 在日ギニアビサウ人数 - 10人（2020年12月末）[30]

## 軍事
同国の軍隊は陸軍、海軍、空軍、準軍事部隊で構成されている。

## 地理

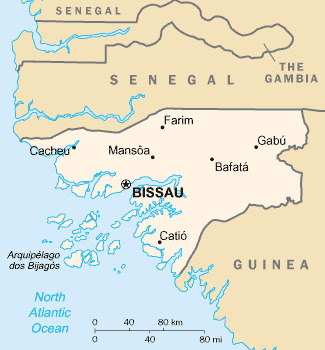
ギニアビサウの地図

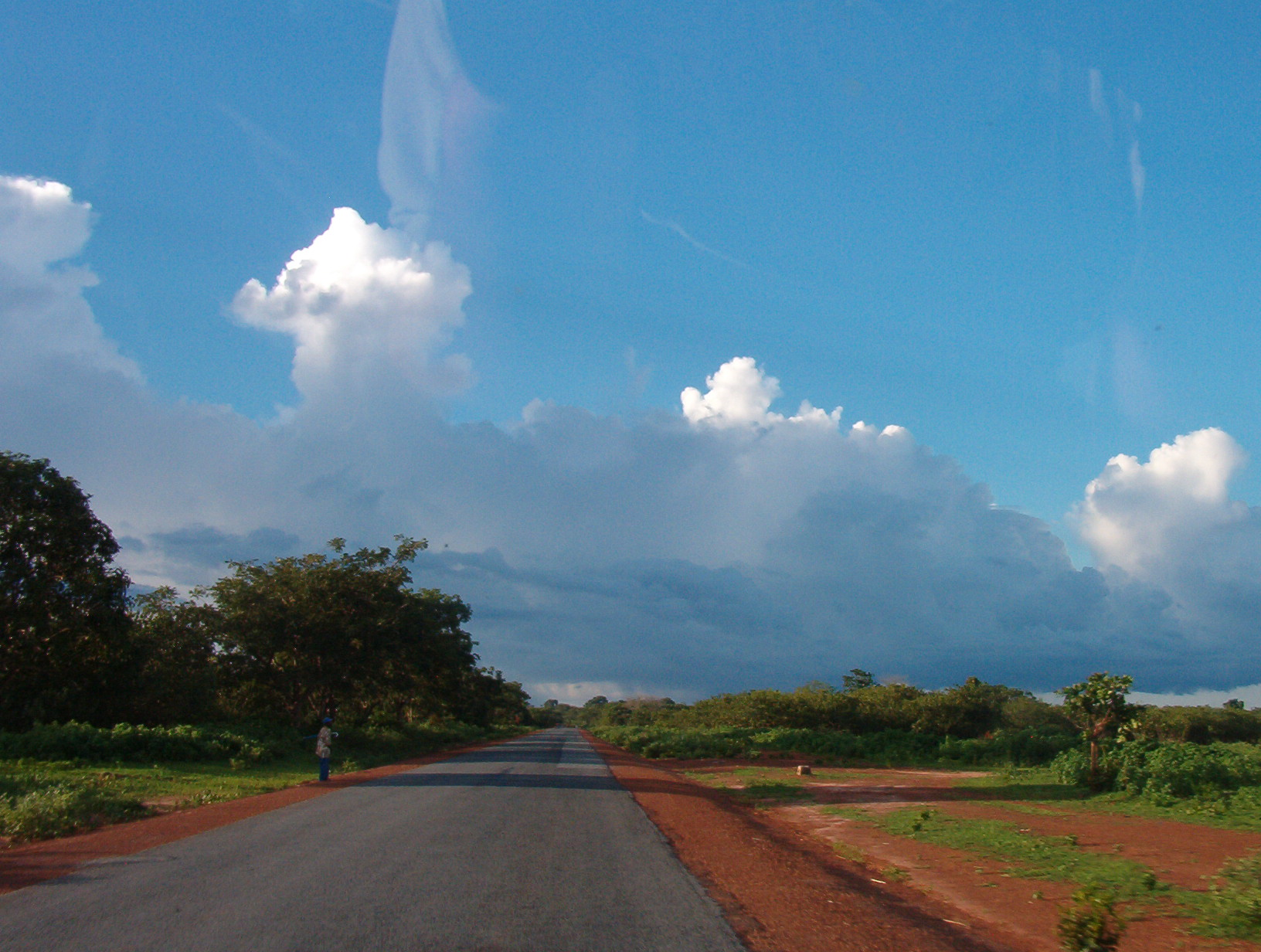
典型的な風景

国土全体が低平な平野であり、高い山は無く、国内の最高地点の標高は310mである。熱帯地域の一ヶ所となっている。
大陸部はカシェウ川、マンソア川、ジェバ川、コルバル川といった河川が流れ、河口部はいずれも深い入り江となっている。沖合にはボラマ島やブバケ島、ウノ島、カラヴェラ島といったビジャゴ諸島の88の島々が点在する。
沿岸部は大陸部・島嶼部ともに潮位によって水没する沼沢地が多く、マングローブ林が広がっている。内陸部は熱帯雨林が広がり、内陸北部はサバンナとなっている。
国土全体がサバナ気候（Aw)に属し、雨季とサハラ砂漠からのハルマッタンによる乾燥した乾季がある。
ビサウの平均気温は雨期が27℃程度であり、乾期は1℃ほど低くなる。
森林伐採、土壌侵食、過剰放牧、乱獲などの環境問題を抱えている。同国は2019年の森林景観保全指数平均値が5.7/10であり、172ヶ国中97位にランクされている。 

## 地方行政区分

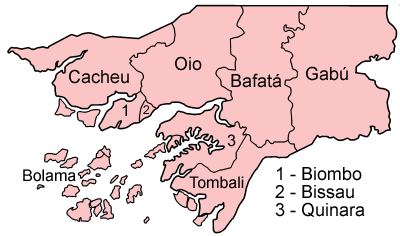
ギニアビサウの行政区画

ギニアビサウの地方行政区分は8州 (regiõe) と1自治区 (sector autónomo) からなる。
- オイオ州 (Oio)
- カシェウ州 (Cacheu)
- ガブ州 (Gabú)
- トンバリ州 (Tombali)
- キナラ州 (Quinara)
- バファタ州 (Bafatá)
- ビオンボ州 (Biombo)
- ボラマ州 (Bolama)
- ビサウ自治区 (Sector autónomo de Bissau)

### 主要都市
最大都市は首都のビサウである。ビサウ市は国名の由来ともなっており、都市圏人口49万人（2015年）を擁し、ギニアビサウ国内では突出した大都市となっている。

## 経済

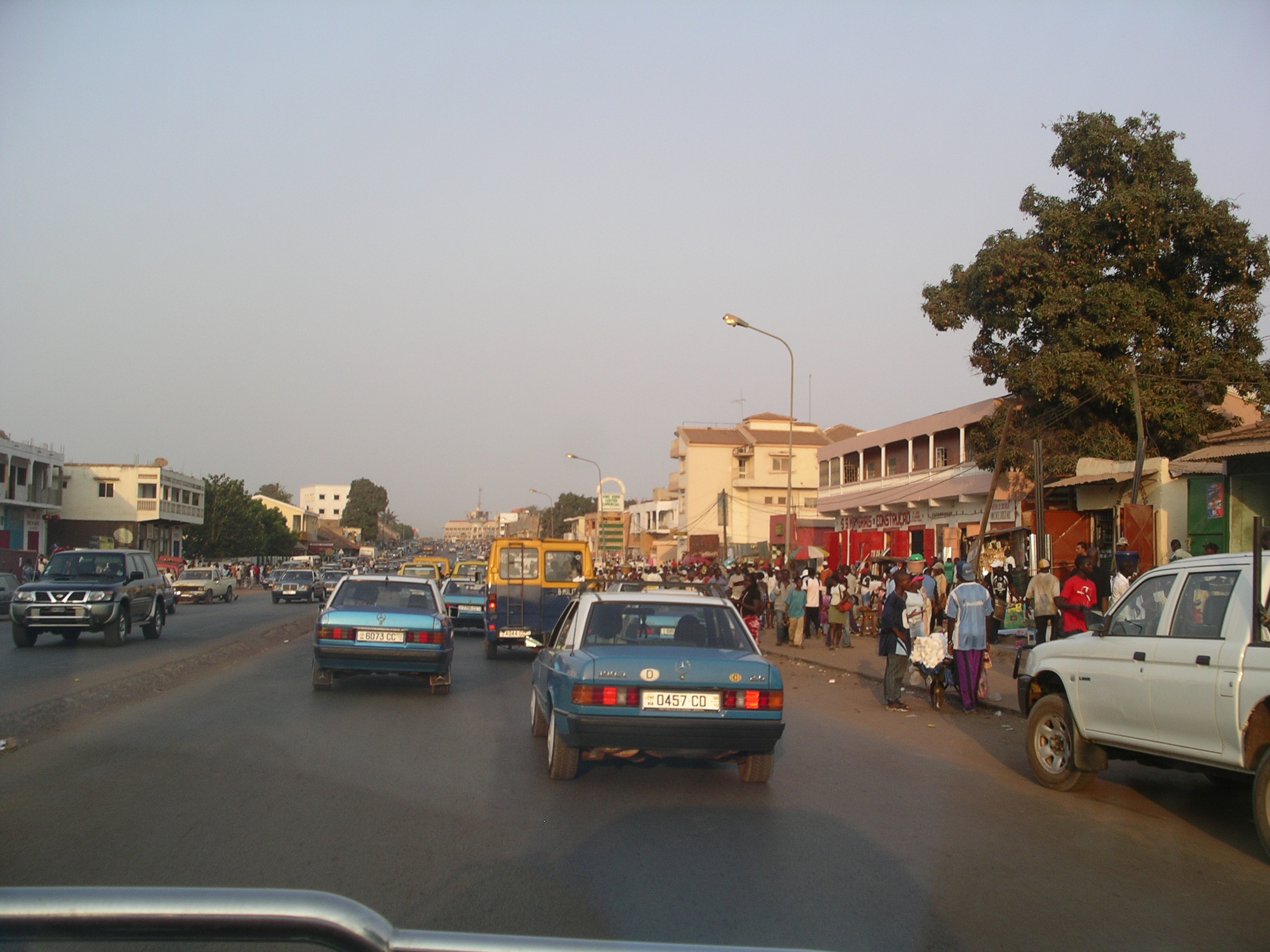
首都ビサウ

ギニアビサウでは工業、鉱業がほぼ存在せず、労働力の8割が従事する主要産業の農業も稲作などの自給農業が中心で、しかも国内需要すら満たせないほど生産性が低い。また、企業家層がおらず識字率も低いために経済発展の基礎的な条件が存在していない。加えて産業と呼べるものがほとんど無いことから、世界最貧国のひとつとなっている。
農業は沿岸低地で稲（米）、内陸でソルガムや雑穀が自給用に栽培されるが、食糧自給ができておらず、2015年には穀物輸入が総輸入の16.9％を占め、同国最大の輸入品となっている。
主な輸出品は世界6位の生産量があるカシューナッツであり、2015年には総輸出の78.7％を占めた。この他の輸出品にはバンバラマメと魚があるが、それ以外では目ぼしい輸出品が存在しない。同国産カシューナッツの多くはインドへと輸出され、総輸出に占めるインドの割合は72.9％にのぼる。
植民地時代は内陸部で栽培されるラッカセイと沿岸低地で栽培されるアブラヤシによるパーム油が輸出の柱となっており、1957年には総輸出の70％がラッカセイ、23％がパーム油となっていたものの、独立戦争時に農地の荒廃が進み、さらに1974年の独立後に行われた社会主義的農業政策によって農業の衰退はさらに進んだ。結果として自給農業への回帰が進み、カシューナッツ以外の商品作物栽培は衰退の一途をたどって、1986年の時点でカシューナッツの輸出が総輸出の50％以上を占める一方、ラッカセイやパーム油の輸出はそれぞれ輸出総額の10％程度にまで落ち込んでいた。
近年、内戦により政府の管理が行き届かないことや、島の多い地形が密輸に有利なことから南米からヨーロッパへの麻薬の中継地点となっている。
通貨は1997年以前はギニアビサウ・ペソが法定通貨であったが、1997年より西アフリカCFAフランが導入された。
同国は、アフリカのビジネス法の調和のための組織である『OHADA』に主要メンバーとして加盟している。

## 交通

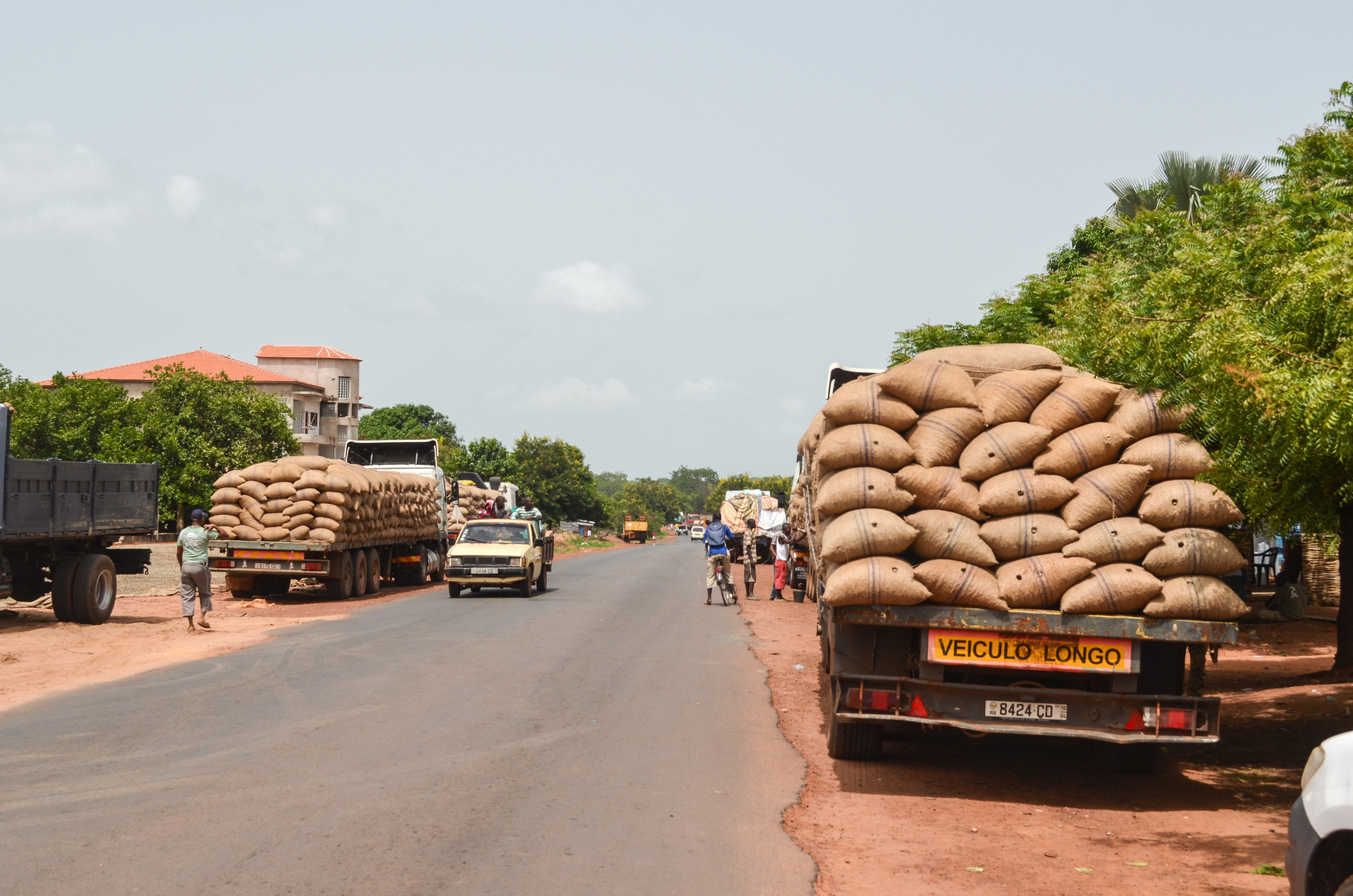
ギニアビサウ国内の田舎道に路駐するトラック

首都ビサウ以外の道路は未舗装のままとなっており、ほとんどが整備されていない。一方で西アフリカ横断高速道路に通じる路線が建設されている。鉄道は存在していない。作業用の小型貨物鉄道は19世紀から存在していたものの、現在は機能していない。
水運については、国内においていくつかの川が河川舟運の重要拠点となっている。ビサウ港は同国最大の港湾である。
ビサウにはオスヴァルド・ヴィエイラ国際空港が存在し、同国唯一の国際空港となっている。その他の空港についてはギニアビサウの空港の一覧を参照のこと。

## 国民

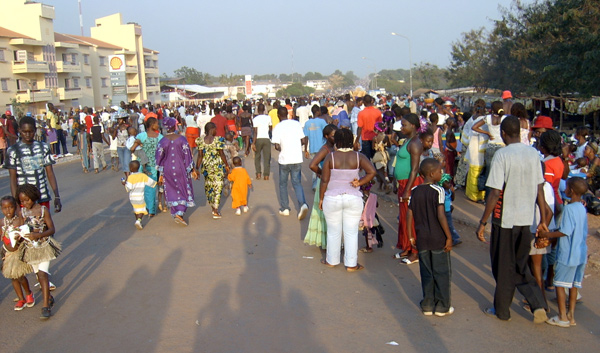
首都での祭りに集まった人々

### 人口
ギニアビサウの人口は独立前の1961年に57万人だったものが1986年には91万人、2017年には186万人にまで増加した。

### 民族
99%をアフリカ系の諸民族が占め、バランテ人が30%、フラニ人が20%、マンジャカ人（葡: Manjacos）が14%、マンディンカ人が13%、パペル人が7%であり、他にも民族が存在する。分布としてはバランテ人が中央部から南部、フラニ人とマンディンカ人が北部、マンジャカ人とパペル人が海岸部に主に居住する。国民の1%以下だが、主にカーボベルデから来たクレオール（ムラート）やヨーロッパ人（主にポルトガル人）なども存在する。クレオールは政治などを支配していた事から現地住民（特にバランテ人）は長年不満を抱いており、1980年のクーデターに結びついた。

### 言語
公用語はポルトガル語だが、ポルトガル語を話す人の割合はあまり高くなく、ポルトガル語をベースにしたギニアビサウ・クレオール語が共通語としての役割を果たしており、地元では「Crioulo」または「Kiriol」と呼ばれている。
1992年の調査によれば、ポルトガル語は国民の1割以下に話される言語に過ぎなかった。ほかにバランテ語、フラニ語、マリンケ語などの現地語などが存在する。
なお、ギニアビサウはフランス語圏の国家ではないが、フランコフォニー国際機関の加盟国となっている。

### 宗教
宗教は、現地宗教が40%、イスラム教が50%、キリスト教が10%となっている。南北に隣接するギニア、セネガル両国がイスラム教徒が多数派なのに対し、ギニアビサウは飛び地的にその他の宗教の信者の比率が高い。

### 教育
就学前教育、初等および補完的基礎教育、一般および補完的中等教育、技術的および専門的教育、高等教育（大学および非大学）の5つの枠に分けられている。義務教育は7歳から13歳までとなっており、3歳から6歳までの子供に対する就学前教育は任意とされている。
2011年の推計によれば、国民の識字率は55.3%（男性：68.9%、女性：42.1%）である。植民地時代の1950年の非識字率は98.85%であった。1999年にはGDPの5.2%が教育に支出された。高等教育機関としては、国立アミルカル・カブラル大学や私立のコリナス・デ・ボエ大学が存在する。

## 治安
ギニアビサウの治安は不安定さを強めている。2012年以降、ヴァス前大統領とペレイラ元首相の対立を中心に政治的混乱が続いており、その状況下の2019年12月に大統領選挙の第二回投票が行われ、国家選挙管理委員会が「（暫定結果として）エンバロ候補（元首相）が同国大統領へ選出された」と発表しているものの、ペレイラ候補（元首相）が暫定結果について異議を唱えている事から最高裁判所も未だ最終決定を下していない。
この点から、今後も政情が不安定化する可能性がある為に首都ビサウを含めた主要地域においては充分な注意が必要とされている。

## 文化

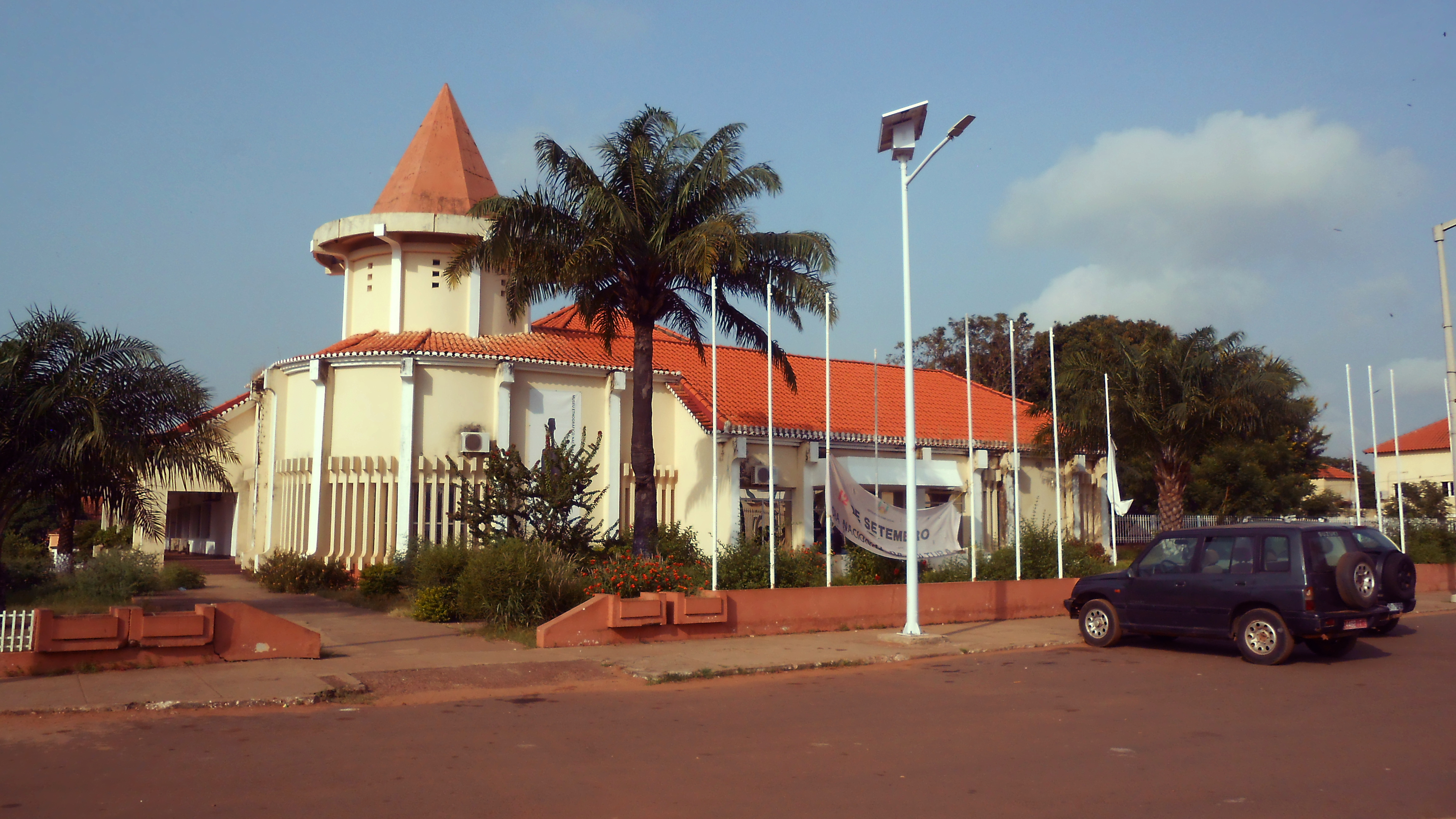
ギニアビサウ国立民族学博物館

### 食文化
地域によって主食となる穀物の種類が異なるのが特徴となっている。海岸近くの住民の主食は米、内陸部の住民の主食はキビである。
一般的な料理には、スープやシチューなどの汁物ならび煮込み料理が上げられる。一般的な食材には、ヤムイモ、サツマイモ、キャッサバ、タマネギ、トマト、プランテンが用いられており、スパイスにはギニアペッパーグローブ、コショウ、唐辛子が使用される。

### 音楽

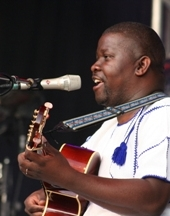
マネカス・コスタ
ギニアビサウの国民的歌手である

グンベと呼ばれる音楽のジャンルが存在する。

### 世界遺産
ギニアビサウには現在、世界遺産となるものが存在していない。ただし、2006年5月11日に世界遺産条約を批准している。

### 祝祭日
| 日付     | 日本語表記           | 現地語表記                          | 備考                                                 |
| -------- | -------------------- | ----------------------------------- | ---------------------------------------------------- |
| 1月1日   | 元日                 | Ano Novo                            |                                                      |
| 1月20日  | 英雄の日             | Dia dos heróis                      | アミルカル・カブラルが暗殺された日を祝日としている。 |
| 3月8日   | 国際女性の日         | Dia Internacional da Mulher         |                                                      |
| 5月1日   | メーデー             | Dia Internacional dos Trabalhadores |                                                      |
| 8月3日   | 植民地の殉教者の日   | Dia dos mártires da colonização     | 1959年のピジギチ虐殺の日を祝日としている。           |
| 9月24日  | 独立記念日（1973年） | Dia da independência                | 国民的祭日                                           |
| 10月13日 | ラマダーンの終焉     | Final do Ramadão                    | ムスリムのみ                                         |
| 12月20日 |                      | Festa do Cordeiro                   | ムスリムのみ                                         |
| 12月25日 | クリスマス           | Natal                               | キリスト教徒のみ                                     |

### スポーツ
ギニアビサウでも他のアフリカ諸国同様に、サッカーが最も人気のスポーツとなっている。サッカーギニアビサウ代表はFIFAワールドカップへの出場歴こそないものの、アフリカネイションズカップにはこれまで3度出場している。近年では日本のJリーグに移籍するギニアビサウ人選手も出て来ており、2019年から2020年にイズマが松本山雅FCに所属し、2021年にはバルデマールがFC今治に所属していた。

## 著名な出身者
- ホセ・カムナーテ・ナ・ビサイン（英語版） - 司教
- ベンジャミン・ピントブル（英語版） - 活動家
- フローラ・ゴメス（英語版） - 映画監督
- バベティダ・サジョ（英語版） - 女優
- ダニーロ・ペレイラ - サッカー選手
- アンス・ファティ - サッカー選手
- ダヨ・ウパメカノ - サッカー選手

## 脚註
1. 1 2  “UNdata”.   国連. 2021年11月7日閲覧。
2. 1 2 3 4 5  IMF Data and Statistics 2021年10月21日閲覧（）
3. ↑  “Guinea-Bissau - Country Profile - Nations Online Project”. www.nationsonline.org. 2022年12月29日閲覧。
4. 1 2  「アフリカ各国トピックス・ギニアビサウ」日本国外務省　令和元年8月23日　2020年4月21日閲覧
5. 1 2  『アフリカを知る事典』、平凡社、ISBN 4-582-12623-5 1989年2月6日 初版第1刷 p.109
6. 1 2 3  田辺裕、島田周平、柴田匡平、1998、『世界地理大百科事典2 アフリカ』p.159、朝倉書店 ISBN 4254166621
7. ↑  アミルカル・カブラル/白石顕二、正木爽、岸和田仁訳「ギニア・ビサウの現実と闘争」『アフリカ革命と文化』亜紀書房、1980年10月。p.19
8. ↑  小川了「アミルカル・カブラルの闘争」『セネガルとカーボベルデを知るための60章』小川了編著、明石書店〈エリア・スタディーズ78〉、東京、2010年3月31日、初版第1刷、274頁。
9. ↑  片山正人「現代アフリカ・クーデター全史」叢文社 2005年、336ページ　ISBN 4-7947-0523-9
10. ↑  「世界現代史16　アフリカ現代史4」p252　中村弘光　山川出版社　昭和57年12月10日1版1刷発行
11. ↑  小川了「アミルカル・カブラルの闘争」『セネガルとカーボベルデを知るための60章』小川了編著、明石書店〈エリア・スタディーズ78〉、東京、2010年3月31日、初版第1刷、276頁。
12. ↑  片山正人「現代アフリカ・クーデター全史」叢文社 2005年、338ページ　ISBN 4-7947-0523-9
13. ↑  田辺裕、島田周平、柴田匡平、1998、『世界地理大百科事典2 アフリカ』p.160、朝倉書店 ISBN 4254166621
14. ↑  片山正人「現代アフリカ・クーデター全史」叢文社 2005年、509ページ　ISBN 4-7947-0523-9
15. ↑  「ギニアビサウ大統領、軍クーデターで暗殺か」AFPBB　2009年3月2日　2019年12月22日閲覧
16. ↑  「ギニアビサウ共和国の大統領選挙について」日本国外務省　平成21年8月3日　2019年12月22日閲覧
17. ↑  「ギニアビサウ、軍兵士が首相を一時拘束」AFPBB　2010年4月2日　2019年12月22日閲覧
18. ↑  「クーデターのギニアビサウで混乱拡大、ポルトガルは軍派遣」ロイター　2012年4月17日　2019年12月22日閲覧
19. ↑  「ギニアビサウ共和国での大統領選挙について（外務報道官談話）」日本国外務省　平成26年5月23日　2019年12月22日閲覧
20. ↑  「エムバロ氏勝利　ギニアビサウ大統領選」時事通信社　2020年01月02日　2020年4月5日閲覧
21. ↑  「大統領就任宣誓を強行　ギニアビサウ」時事通信社　2020年02月28日　2020年4月5日閲覧
22. ↑  「ギニアビサウ基礎データ」日本国外務省　平成30年5月25日　2020年4月20日閲覧
23. ↑  “Guinea Bissau president dissolves parliament after clashes”. ロイター. (2023年12月5日) 2024年11月9日閲覧。
24. ↑  “Guinea Bissau President postpones elections indefinitely”. The Punch. (2024年11月4日) 2024年11月9日閲覧。
25. ↑  「世界現代史16　アフリカ現代史4」p253　中村弘光　山川出版社　昭和57年12月10日1版1刷発行
26. ↑  田辺裕、島田周平、柴田匡平、1998、『世界地理大百科事典2 アフリカ』p102-103、朝倉書店 ISBN 4254166621
27. ↑  田辺裕、島田周平、柴田匡平、1998、『世界地理大百科事典2 アフリカ』p160、朝倉書店 ISBN 4254166621
28. ↑  田辺裕、島田周平、柴田匡平、1998、『世界地理大百科事典2 アフリカ』p161、朝倉書店 ISBN 4254166621
29. ↑  “大使館案内”. 日本国在セネガル大使館 (2018年4月16日). 2020年4月21日閲覧。
30. 1 2  “ギニアビサウ基礎データ”. 外務省ホームページ. 2021年9月15日閲覧。
31. ↑  「ちょっといい話・エピソード集　ビジャゴス諸島」日本国外務省　令和元年8月7日　2020年4月21日閲覧
32. 1 2 3  田辺裕、島田周平、柴田匡平、1998、『世界地理大百科事典2 アフリカ』p.157、朝倉書店 ISBN 4254166621
33. 1 2 3 4 5 6 7  「データブック　オブ・ザ・ワールド　2018年版　世界各国要覧と最新統計」p268　二宮書店　平成30年1月10日発行
34. ↑  Guinea-Bissau - ウェイバックマシン（2010年12月28日アーカイブ分） 
CIA the World Factbook, Cia.gov. Retrieved 5 February 2012.
35. ↑  Grantham, H. S.; Duncan, A.; Evans, T. D.; Jones, K. R.; Beyer, H. L.; Schuster, R.; Walston, J.; Ray, J. C. et al. (2020). “Anthropogenic modification of forests means only 40% of remaining forests have high ecosystem integrity - Supplementary Material”. Nature Communications 11 (1):  5978. doi:10.1038/s41467-020-19493-3. ISSN 2041-1723. PMC 7723057. PMID 33293507.
36. 1 2  「西部・中部アフリカ」（ベラン世界地理体系9）p130　田辺裕・竹内信夫監訳　朝倉書店　2017年1月15日初版第1刷
37. 1 2  田辺裕、島田周平、柴田匡平、1998、『世界地理大百科事典2 アフリカ』p.161、朝倉書店 ISBN 4254166621
38. 1 2  「各国別　世界の現勢Ⅰ」（岩波講座　現代　別巻Ⅰ）p403　1964年9月14日第1刷　岩波書店
39. ↑  田辺裕、島田周平、柴田匡平、1998、『世界地理大百科事典2 アフリカ』p.162、朝倉書店 ISBN 4254166621
40. ↑  「西アフリカ・ギニアビサウでクーデターの企て、海軍少将ら逮捕」AFPBB　2011年12月27日　2019年12月22日閲覧
41. ↑  “OHADA.com • The business law portal in Africa” (フランス語). OHADA.   Paul Bayzelon. 2009年3月26日時点のオリジナルよりアーカイブ。2018年1月10日閲覧。
42. 1 2 3 4  CIA World Factbook2009年11月29日閲覧。
43. ↑  田辺裕、島田周平、柴田匡平、1998、『世界地理大百科事典2 アフリカ』p.158、朝倉書店 ISBN 4254166621
44. ↑  市之瀬敦『ポルトガルの世界 海洋帝国の夢のゆくえ』社会評論社、2001年12月。 p.155
45. ↑  “Field Listing :: Literacy”. The World Factbook. 2016年11月24日時点のオリジナルよりアーカイブ。2014年10月15日閲覧。
46. ↑  A.H.デ・オリヴェイラ・マルケス 『ポルトガル3』 金七紀男訳、ほるぷ出版〈世界の教科書＝歴史〉、東京、1981年11月1日、初版、163頁。
47. ↑  Guinea-Bissau ratifies the World Heritage Convention UNESCO World Heritage Centre